# دستت بهم نمی‌رسه
«دستت بهم نمی‌رسه» (انگلیسی: Can't Catch Me Now) ترانه‌ای از خواننده و ترانه‌پرداز آمریکایی، اولیویا رودریگو از آلبوم موسیقی متن فیلم اکشن ویران‌شهری آمریکایی بازی‌های گرسنگی: تصنیف پرندگان آوازخوان و مارها (۲۰۲۳) است. متن آن توسط رودریگو و تهیه‌کنندهٔ ترانه، دنیل نیگرو نوشته شده است. این ترانه در ۳ نوامبر ۲۰۲۳ توسط گفن رکوردز به عنوان دومین تک‌آهنگ از این آلبوم موسیقی متن منتشر شد. این ترانه یک بالاد فولک راک و چمبر فولک است که با گیتارهای آکوستیک همراه شده و شعر آن دربارهٔ انتقام و حضور غیرقابل اجتناب راوی در زندگی شخص مورد نظر است. این مضمون از داستان فیلم الهام گرفته شده است.

## گواهی‌نامه‌ها
| منطقه                                   | گواهی  | واحد گواهی‌شده/فروش |
| --------------------------------------- | ------ | ------------------ |
| استرالیا (آی‌اف‌پی‌آی استرالیا)            | پلاتین | ۷۰٬۰۰۰             |
| بلژیک (بی‌ئی‌ای)                          | طلا    | ۲۰٬۰۰۰             |
| برزیل (پرو موزیکا برزیل)                | طلا    | ۲۰٬۰۰۰             |
| کانادا (میوزیک کانادا)                  | پلاتین | ۸۰٬۰۰۰             |
| نیوزیلند (آرآی‌ای‌ان‌زد)                   | طلا    | ۱۵٬۰۰۰             |
| لهستان (زدپی‌ای‌وی)                       | طلا    | ۲۵٬۰۰۰             |
| بریتانیا (بی‌پی‌آی)                       | نقره   | ۲۰۰٬۰۰۰            |
| رقم فروش+پخش جاری تنها بر پایهٔ گواهی‌ها. |        |                    |

## تاریخچه انتشار
| منطقه        | تاریخ          | فرمت(ها)              | ناشر      | منابع  |
| ------------ | -------------- | --------------------- | --------- | ------ |
| مختلف        | ۳ نوامبر ۲۰۲۳  | دانلود دیجیتال استریم | گفن       |        |
| اسپانیا      | ۳ نوامبر ۲۰۲۳  | ۷ اینچ                | یونیورسال | [ ۸ ]  |
| هلند         | ۱۰ نوامبر ۲۰۲۳ | ۷ اینچ                | یونیورسال | [ ۹ ]  |
| ایالات متحده | Unknown        | ۷ اینچ                | گفن       | [ ۱۰ ] |
| بریتانیا     | ۲۲ دسامبر ۲۰۲۳ | ۷ اینچ                | پالیدور   | [ ۱۱ ] |